# Tirups landskommun
Tirups landskommun var en tidigare kommun i dåvarande Malmöhus län.

## Administrativ historik
Kommunen bildades i Tirups socken i Rönnebergs härad i Skåne när 1862 års kommunalförordningar trädde i kraft. 
Vid kommunreformen 1952 uppgick kommunen i  Svalövs landskommun som 1971 ombildades till Svalövs kommun.

## Beskrivning av landskommunen 1932
Kommun i Malmöhus län, Rönnebergas härad, tillhörde Rönnebergas landsfogde distrikt, Landskrona fögderi., Rönnebergas väghållningsdistrikt samt ingick som annexförsamling i Billeberga och Tirup församlingars pastorat. i Lunds stift. 
Tirup utgöres av en skoglös, vågformig slättbygd med bördig jord, bestående av lerblandad mylla. I kommunen ligger herrgårdarna Brinkagården och Tarstadgården. Kommunen hade 3 skolhus och ett ålderdomshem 1932. 1932 fanns en busslinje Landskrona- Svalöv som betjänade kommunen.
| År   | Antal | Källa                                 |
| ---- | ----- | ------------------------------------- |
| 1805 | 314   | Skånes kalender 1924                  |
| 1865 | 699   | Skånes kalender 1924                  |
| 1904 | 589   | Skånes kalender 1924                  |
| 1912 | 573   | Skånes kalender 1924                  |
| 1921 | 474   | Atlas över Sverige med ortbeskrivning |
| 1931 | 441   | Atlas över Sverige med ortbeskrivning |

### Skatteuppgifter
Taxeringsvärde för  skattepliktig fastighet 1930. Jordbruksfastigheter  2 265 400 kr. För andra fastigheter .73 300. Taxeringsvärde på skattefri fastighet 1930: å andra fastigheter tillhörig kommuner med flera 66 700 kr., varav kyrka 40 000, 3 folkskolor 18 000 och ålderdomshem 2 700.
Till kommunal inkomstskatt taxerad inkomst 1930 av svenska aktiebolag och solidariska bankbolag 2 240 kr., andra skattskyldiga 171 980. Antal skattekronor 1931 2 328. Kommunalskatt 1931 5,30 kr., varav borgerliga  kommunen 2,15, kyrkan 0,85 och skolan 2,30. Landstingsskatt 1931: 2,20 kr. Vägskatt 1931: 0,25 kr. per fyrk. Tillgångar 3l december  1928:borgerig kommun 5 046 kr., varav fastigheter 1550, kyrkliga kommunen 901’71, varav fastigheter 82 500.. Skulder 3l december 1928: borgerlig  kommun,  kyrklig kommun 22 000 kr.

### Jordbruket i kommunen
Kommunen hade 1927 43 brukningsdelar. Åkerjordens fördelning 1927: vete 228 hektar, vall 224, korn 116, blandsäd 106, sockerbetor 93, grönfoder 89, havre 69, foderrotfrukter 64, råg 24, potatis 12 baljväxter 8,  träda 27. Husdjur (1927): hästar 121, nötkreatur 749, får 8, getter 1, svin 418, fjäderfän 2 328 och bisamhällen 6.
Kommunens totala areal 1931 1143 hektar, varav 1137 land. Ägoslag 1927 enligt jordbruksräkning åker 1 060 hektar, trädgård 5, slåtteräng 15, ordnad betesäng 23, annan betesäng 4 och övrig mark 30..